# ガガガ文庫
ガガガ文庫（ガガガぶんこ）は、小学館が刊行するライトノベル系文庫レーベル。2007年5月24日創刊。

## 概要
創刊1年前の2006年4月より姉妹レーベルのルルル文庫と共同で「小学館ライトノベル大賞」を開催。創刊より先行する形で、ムック本『ライトノベルを書く！クリエイターが語る創作術』を刊行した。イラストレーターもサイト上で公募し、新人育成に重点を置いた編集方針を採っていた。
小学館にとっては2001年に休刊したスーパークエスト文庫以来のライトノベル市場再参入だが、創刊時は管轄部署の違いから、一部メディアであたかも新規参入したかのような表現がなされていた。
青年漫画誌である『月刊IKKI』編集長を務めていた江上英樹が、講談社の『ファウスト』を参考に創刊を企画し、ファミ通文庫や『Quick Japan』『S-Fマガジン』から移籍した編集者が参加していたことから、初期はSFやミステリなどのサブカルチャー色が強く、エログロバイオレンスにも寛容であるなど、ライトノベルにしては珍しく青年漫画誌的な傾向が強かった。そのため、初期の主力は田中ロミオ、虚淵玄、深見真、原田宇陀児、J・さいろー、東出祐一郎など、かなりアダルト寄りのラインナップで、ニトロプラスが企画協力している作品も多かった。また、初期は賀東招二『コップクラフト』、浅井ラボ『されど罪人は竜と踊る』など、他レーベルからの移籍作品も多かった。
サブカルチャー色が強かった初期に企画された新しい試みとしては、パブリックドメイン化された日本の近代文学作品をライトノベル調に脚色した跳訳（ちょうやく）シリーズが挙げられる。新人賞では麻枝准や田中ロミオなどアダルトゲームのシナリオライターをゲスト審査員に招いたこともあり、これも同時代の他レーベルでの新人賞では見ない傾向であった。
電撃文庫やMF文庫Jの全盛期だったこともあり、創刊当初は知名度が低かったが、田中ロミオ『人類は衰退しました』、犬村小六『とある飛空士への追憶』などがヒット、また渡航『やはり俺の青春ラブコメはまちがっている。』が『このライトノベルがすごい! 2014』作品部門ランキングで1位を取るなど、2010年代には人気を獲得する作品が次々と生まれた。
創刊当時の『月刊IKKI』から『週刊少年サンデー』へ移管された2010年代には、同誌の深夜アニメ枠を補完する形で刊行作品のメディアミックスが頻繁に行われた。一方、漫画作品のノベライズも多く手掛けており、『週刊少年サンデー』から「神のみぞ知るセカイ」「ハヤテのごとく!」「だがしかし」、『月刊サンデーGX』から「BLACK LAGOON」などの小説版が刊行されている。そのため、青年漫画誌的な傾向は薄れていくが、その時期に『ささみさん@がんばらない』を執筆していた日日日は「実験的な作風でも受け入れてくれる土壌ができている」と評していた。
2008年5月、スーパークエスト文庫からの再録作品を対象とするサブレーベル「ガガガ文庫R」（ガガガぶんこリバイバル）・ハードカバー作品を対象とする「ガガガハードカバー」の刊行が開始されたが、短期間で終了している。
2017年5月、サブレーベルの「ガガガブックス」が創刊され、これまでガガガ文庫で書籍化されていなかったWEB発小説の作品をメインに刊行している。
キャッチコピーは、創刊当初が「少年向けエンターテインメント」、現在は「物語の新次元がここにある!!!」。

## 作品一覧
- 赤はガガガ文庫R（スーパークエスト文庫からの再録）、黄色はスーパークエスト文庫以外からの再録、緑は小説化（非オリジナル）作品、青は跳訳シリーズ。

### あ行
| タイトル                                    | 著者                                     | イラスト                                | 巻数    |
| ------------------------------------------- | ---------------------------------------- | --------------------------------------- | ------- |
| 愛が灯る                                    | 詠井晴佳 原案・監修：ロクデナシ          | LOWRISE                                 | 全1巻   |
| アイゼンフリューゲル                        | 虚淵玄                                   | 中央東口                                | 全2巻   |
| AURA 〜魔竜院光牙最後の闘い〜               | 田中ロミオ                               | mebae                                   | 全1巻   |
| 赤鬼はもう泣かない                          | 明坂つづり                               | 白身魚                                  | 全1巻   |
| 飽くなき欲の秘蹟                            | 小山恭平                                 | ぺらぐら                                | 全2巻   |
| あそびの時間                                | 本岡冬成                                 | 九韻寺51号                              | 全1巻   |
| アトム ザ・ビギニング 僕オモウ故ニ僕アリ    | 藤咲淳一 原作：「アトム ザ・ビギニング」 | カサハラテツロー、めばち                | 全1巻   |
| あの夏、最後に見た打ち上げ花火は            | 助供珠樹                                 | 春夏冬ゆう                              | 全1巻   |
| あやかしがたり                              | 渡航                                     | 夏目義徳                                | 全4巻   |
| イヴの時間 another act                      | 水市恵 原作：吉浦康裕                    | 茶山隆介                                | 全1巻   |
| 異世界修学旅行                              | 岡本タクヤ                               | しらび                                  | 全8巻   |
| 偽る神のスナイパー                          | 水野昴                                   | まごまご                                | 全3巻   |
| いばらの呪い師                              | 大谷久                                   | 望月朔                                  | 全3巻   |
| イメイザーの美術                            | 灰原とう                                 | 太郎                                    | 全3巻   |
| 妹さえいればいい。                          | 平坂読                                   | カントク                                | 全14巻  |
| うしおととら                                | 中山文十郎 原作：藤田和日郎              | 藤田和日郎                              | 全2巻   |
| うちの魔女しりませんか?                     | 山川進                                   | CUTEG                                   | 全3巻   |
| エヴォリューション                          | 涼風涼                                   | 芳住和之                                | 全2巻   |
| えくそしすた!                               | 三上康明                                 | 水沢深森                                | 全6巻   |
| EXMOD                                       | 神野オキナ                               | こぞう                                  | 既刊2巻 |
| Mのフォークロア                             | 三上康明                                 | 連                                      | 全3巻   |
| 王子降臨                                    | 手代木正太郎                             | mov659                                  | 全2巻   |
| おおかみかくし 都忘れ編・一人静編・雪月花編 | 政木亮 原案：竜騎士07                    | なつめえり                              | 全3巻   |
| オブザデッド・マニアックス                  | 大樹連司                                 | saitom                                  | 全1巻   |
| 俺が生きる意味                              | 赤月カケヤ                               | しらび                                  | 全6巻   |
| 俺、ツインテールになります。                | 水沢夢                                   | 春日歩（1 - 20巻、21巻） bun150（20巻） | 全22巻  |
| 俺と彼女の恋を超能力が邪魔している。        | 助供珠樹                                 | いつい                                  | 既刊2巻 |

### か行
| タイトル                                                                                           | 著者                                                                   | イラスト        | 巻数    |
| -------------------------------------------------------------------------------------------------- | ---------------------------------------------------------------------- | --------------- | ------- |
| 学園カゲキ!                                                                                        | 山川進                                                                 | よし☆ヲ         | 全6巻   |
| カクリヨの短い歌                                                                                   | 大桑八代                                                               | pomodorosa      | 全3巻   |
| 風に乗りて歩むもの                                                                                 | 原田宇陀児                                                             | ringo           | 全1巻   |
| 神のみぞ知るセカイ                                                                                 | 有沢まみず 原作：若木民喜                                              | 若木民喜        | 全2巻   |
| カラブルワールド                                                                                   | 香月紗江子                                                             | 岸田メル        | 全2巻   |
| 狩りりんぐ! 萩乃森高校狩猟専門課程                                                                 | 森月朝文                                                               | いわさきたかし  | 全1巻   |
| Gunning for Nosferatus                                                                             | 水無神知宏                                                             | maruco          | 全1巻   |
| 奇械仕掛けのブラッドハウンド                                                                       | ついへいじりう                                                         | マルイノ        | 全3巻   |
| 鬼器戦記                                                                                           | 渡辺仙州                                                               | Ryp             | 全1巻   |
| 疑心恋心                                                                                           | 丸山英人                                                               | ATARU           | 全1巻   |
| 寄生彼女サナ                                                                                       | 砂義出雲                                                               | 瑠奈璃亜        | 全5巻   |
| 吉祥GOOD☆LOOKS                                                                                     | 若王子ラムネ                                                           | とりしも        | 全1巻   |
| きのうの春で、君を待つ                                                                             | 八目迷                                                                 | くっか          | 全1巻   |
| 君が僕を                                                                                           | 中里十                                                                 | 山田あこ        | 全4巻   |
| キミとは致命的なズレがある                                                                         | 赤月カケヤ                                                             | 晩杯あきら      | 全1巻   |
| キモイマン                                                                                         | 中沢健                                                                 | 荻pote          | 全2巻   |
| 競泳戦隊ミズギーズ                                                                                 | 舞阪洸                                                                 | 黒銀            | 全3巻   |
| 今日もオカリナを吹く予定はない                                                                     | 原田源五郎                                                             | x6suke          | 全3巻   |
| キルぐみ                                                                                           | 竹内佑                                                                 | 出水ぽすか      | 全3巻   |
| クイックセーブ&ロード                                                                              | 鮎川歩                                                                 | 染谷            | 全3巻   |
| くくるくる                                                                                         | 一肇                                                                   | 大朋めがね      | 全1巻   |
| クズと天使の二周目生活                                                                             | 天津向                                                                 | うかみ          | 既刊5巻 |
| GJ部                                                                                               | 新木伸                                                                 | あるや          | 全11巻  |
| GJ部中等部                                                                                         | 新木伸                                                                 | あるや          | 全9巻   |
| クラウン・フリント                                                                                 | 三上康明                                                               | 純珪一          | 全4巻   |
| クラスメイトが使い魔になりまして                                                                   | 鶴城東                                                                 | なたーしゃ      | 全4巻   |
| クレイジーハットは盗まない                                                                         | 神無月セツナ                                                           | nyanya          | 全2巻   |
| 黒川さんに悪役は似合わない                                                                         | ハマカズシ                                                             | オッweee        | 既刊3巻 |
| クロスワールド・アルケミカ                                                                         | 伊神一稀                                                               | 加藤いつわ      | 全2巻   |
| クロハルメイカーズ                                                                                 | 砂義出雲                                                               | 冬馬来彩        | 全3巻   |
| 携帯電話俺                                                                                         | 水市恵                                                                 | なぽる          | 全3巻   |
| ケータイ少女 〜トライアングルスピリッツ〜                                                          | 涼風涼 監修：長木一記 原作：G-mode・「ケータイ少女」アニメ版製作委員会 | 寺田茉莉        | 全1巻   |
| 芸人ディスティネーション                                                                           | 天津向                                                                 | きんのたま▼     | 全4巻   |
| 撃戦魔法士                                                                                         | 尾地雫                                                                 | いちやん        | 全3巻   |
| 月光のカルネヴァーレ 〜白銀のカリアティード〜                                                      | J・さいろー 原作：ニトロプラス                                         | 大崎シンヤ      | 全3巻   |
| 結婚が前提のラブコメ                                                                               | 栗ノ原草介                                                             | 吉田ばな        | 全6巻   |
| ケモノガリ                                                                                         | 東出祐一郎                                                             | 品川宏樹        | 全8巻   |
| けもののかんづめ                                                                                   | 藤原たすく                                                             | Nidy-2D-        | 全1巻   |
| 現実でラブコメできないとだれが決めた？                                                             | 初鹿野創                                                               | 椎名くろ        | 全6巻   |
| 剣と魔法の税金対策                                                                                 | SOW                                                                    | 三弥カズトモ    | 既刊5巻 |
| 犬と魔法のファンタジー                                                                             | 田中ロミオ                                                             | えびら          | 全1巻   |
| 恋と選挙とチョコレート a novel                                                                     | 三上康明 監修：恋チョコ製作委員会                                      | AIC、綾野なおと | 全1巻   |
| 恋に変する魔改上書                                                                                 | 木村百草                                                               | すぶり          | 全1巻   |
| 恋のキューピッドはハンドガンをぶっ放す。                                                           | 神崎紫電                                                               | あき            | 全1巻   |
| 恋の話を、しようか                                                                                 | 三上康明                                                               | オトウフ        | 全1巻   |
| 恋人以上のことを、彼女じゃない君と。                                                               | 持崎湯葉                                                               | どうしま        | 全4巻   |
| 高校生魔王の決断                                                                                   | 水口敬文                                                               | 鍋島テツヒロ    | 全3巻   |
| こうして彼は屋上を燃やすことにした                                                                 | カミツキレイニー                                                       | 文倉十          | 全1巻   |
| GS美神 極楽大作戦!! 水迷宮の少女!!                                                                 | 松井亜弥 原作：椎名高志                                                | 椎名高志        | 全1巻   |
| CODE-E 遥かなる囁き                                                                                | 榊一郎                                                                 | 緒方剛志        | 全1巻   |
| 公務員、中田忍の悪徳                                                                               | 立川浦々                                                               | 楝蛙            | 全8巻   |
| コップクラフト DRAGNET MIRAGE RELOADED （1 - 2巻初出：竹書房ゼータ文庫/3巻以降はガガガ文庫が初出） | 賀東招二                                                               | 村田蓮爾        | 既刊6巻 |
| コピーフェイスとカウンターガール                                                                   | 仮名堂アレ                                                             | 博              | 全3巻   |
| コワモテの巨人くんはフラグだけはたてるんです。                                                     | 十本スイ                                                               | U35             | 既刊3巻 |
| こわれた人々                                                                                       | 高岡杉成                                                               | モフ            | 全1巻   |

### さ行
| タイトル                                                                  | 著者                                            | イラスト                                        | 巻数     |
| ------------------------------------------------------------------------- | ----------------------------------------------- | ----------------------------------------------- | -------- |
| 最強にウザい彼女の、明日から使えるマウント教室                            | 吉野憂                                          | さばみぞれ                                      | 既刊3巻  |
| 最弱の支配者、とか。                                                      | 竹内佑                                          | 明星かがよ                                      | 全1巻    |
| 埼玉県神統系譜                                                            | 中村智紀                                        | shimano                                         | 全1巻    |
| 罪都B×B                                                                   | 大谷久                                          | pun2                                            | 全1巻    |
| “探し屋”クロニクル                                                        | 羽谷ユウスケ                                    | Azusa                                           | 全2巻    |
| サキちゃんと天然さん                                                      | 陸凡鳥                                          | 連                                              | 全2巻    |
| ささみさん@がんばらない                                                   | 日日日                                          | 左                                              | 既刊11巻 |
| さちの世界は死んでも廻る                                                  | 三日月                                          | maruku                                          | 全2巻    |
| 殺戮のマトリクスエッジ                                                    | 桜井光                                          | すみ兵                                          | 全3巻    |
| サディスティック88                                                        | 大泉りか                                        | カイエダヒロシ                                  | 全3巻    |
| さびしがりやのロリフェラトゥ                                              | さがら総                                        | 黒星紅白                                        | 全1巻    |
| されど罪人は竜と踊る Dances with the Dragons （初出：角川スニーカー文庫） | 浅井ラボ                                        | 宮城（1 - 13巻） ざいん（14巻 - ）              | 既刊24巻 |
| GEϕグッドイーター                                                         | 新木伸                                          | あるや                                          | 全2巻    |
| シー・マスト・ダイ                                                        | 石川あまね                                      | 八重樫南                                        | 全1巻    |
| GランDKとダーティ・フェスタ                                               | 秀章                                            | 榎本ひな                                        | 全1巻    |
| 塩対応の佐藤さんが俺にだけ甘い                                            | 猿渡かざみ                                      | Aちき                                           | 既刊11巻 |
| 熾界龍皇と極東の七柱特区                                                  | ツカサ                                          | 夕薙                                            | 全5巻    |
| 時間商人 不老不死、売ります                                               | 水市恵                                          | カズアキ                                        | 全4巻    |
| 史上最強オークさんの楽しい種付けハーレムづくり                            | 月夜涙                                          | みわべさくら                                    | 既刊4巻  |
| 七星のスバル                                                              | 田尾典丈                                        | ぶーた                                          | 全8巻    |
| 下ネタという概念が存在しない退屈な世界                                    | 赤城大空                                        | 霜月えいと                                      | 全12巻   |
| 弱キャラ友崎くん                                                          | 屋久ユウキ                                      | フライ                                          | 既刊13巻 |
| 灼熱の小早川さん                                                          | 田中ロミオ                                      | 西邑                                            | 全1巻    |
| 邪神大沼                                                                  | 川岸殴魚                                        | Ixy                                             | 全8巻    |
| ジャナ研の憂鬱な事件簿                                                    | 酒井田寛太郎                                    | 白身魚                                          | 全5巻    |
| 十八時の音楽浴 漆黒のアネット                                             | ゆずはらとしゆき 原作：海野十三                 | 宮の坂まり                                      | 全1巻    |
| 樹海人魚                                                                  | 中村九郎                                        | 羽戸らみ                                        | 全2巻    |
| 呪剣の姫のオーバーキル 〜とっくにライフは零なのに〜                       | 川岸殴魚                                        | so品                                            | 全4巻    |
| 樹木葬－死者の代弁者－                                                    | 江波光則                                        | くまおり純                                      | 全1巻    |
| 小説 夜のクラゲは泳げない                                                 | 屋久ユウキ 原作：JELEE                          | カバーイラスト：popman3580 本文挿絵：谷口淳一郎 | 全3巻    |
| 女子高生店長のコンビニは楽しくない                                        | 明坂つづり                                      | 茶みらい                                        | 全4巻    |
| 女子モテな妹と受難な俺                                                    | 夏緑                                            | ぎん                                            | 全9巻    |
| 神器少女は恋をするか?                                                     | 手島史詞                                        | 鉄豚                                            | 全2巻    |
| 新興宗教オモイデ教外伝                                                    | 原田宇陀児 監修：大槻ケンヂ                     | 津路参太                                        | 全3巻    |
| 人生                                                                      | 川岸殴魚                                        | ななせめるち                                    | 全12巻   |
| 人類は衰退しました                                                        | 田中ロミオ                                      | 山﨑透（旧版） 戸部淑（新装版）                 | 全11巻   |
| スーパーロボッ娘 鉄刃23号                                                 | 舞阪洸                                          | ゴロボッツ                                      | 全1巻    |
| スクールジャック=ガンスモーク                                             | 坂下谺                                          | 巖本英利                                        | 全1巻    |
| スチームヘヴン・フリークス                                                | 伊崎喬助                                        | 凱                                              | 全3巻    |
| ストライクフォール                                                        | 長谷敏司                                        | 筑波マサヒロ                                    | 全3巻    |
| ストレンジボイス                                                          | 江波光則                                        | 李玖                                            | 全1巻    |
| スプリング・タイム                                                        | 蕪木統文                                        | オサム                                          | 全1巻    |
| スマガ                                                                    | 大樹連司 原作：ニトロプラス                     | 津路参汰                                        | 全3巻    |
| 青春絶対つぶすマンな俺に救いはいらない。                                  | 境田吉孝                                        | U35                                             | 既刊1巻  |
| 声優ユニットはじめました。                                                | 藤原たすく                                      | ネムネム                                        | 全2巻    |
| 世界の終わりに問う賛歌                                                    | 白樺みひゃえる                                  | 須田彩加                                        | 全1巻    |
| セク研!                                                                   | 大泉りか                                        | 相音うしお                                      | 全3巻    |
| セックス・バトルロイヤル!                                                 | 白都くろの                                      | 雛咲                                            | 全1巻    |
| 絶対可憐チルドレン                                                        | 三雲岳斗 原作：椎名高志                         | 椎名高志                                        | 全1巻    |
| 絶対女王にゃー様                                                          | J・さいろー                                     | しろ                                            | 全3巻    |
| セブンスホールの魔女                                                      | 池田朝佳                                        | ふゆの春秋                                      | 全3巻    |
| 前略、殺し屋カフェで働くことになりました。                                | 竹内佑                                          | イセ川ヤスタカ                                  | 既刊3巻  |
| 双血の墓碑銘                                                              | 昏式龍也                                        | さらちよみ                                      | 全3巻    |
| 続々・殺戮のジャンゴ害伝 地獄のビッチハイカー                             | 佐藤大とストーリーライダーズ 原作：ニトロプラス | Niθ                                             | 全1巻    |
| 育ちざかりの教え子がやけにエモい                                          | 鈴木大輔                                        | DSマイル                                        | 既刊3巻  |
| その日彼は死なずにすむか?                                                 | 小木君人                                        | 植田亮                                          | 全1巻    |
| 空知らぬ虹の解放区                                                        | 秀章                                            | 綾歌リュウイチ                                  | 全2巻    |

### た行
| タイトル                                       | 著者                                    | イラスト           | 巻数     |
| ---------------------------------------------- | --------------------------------------- | ------------------ | -------- |
| だがしかし もうひとつの夏休み                  | 逢空万太 原作：コトヤマ                 | コトヤマ           | 全1巻    |
| 高嶺の花には逆らえない                         | 冬条一                                  | ここあ             | 既刊3巻  |
| 黄昏世界の絶対逃走                             | 本岡冬成                                | ゆーげん           | 全2巻    |
| 脱衣伝                                         | 大谷久                                  | 笹森トモエ         | 全2巻    |
| 脱兎リベンジ                                   | 秀章                                    | ky                 | 全1巻    |
| 七夕ペンタゴンは恋にむかない                   | 壱月龍一                                | 轟そら             | 全1巻    |
| 血潮の色に咲く花は                             | 霧崎雀                                  | refeia             | 既刊2巻  |
| 千歳くんはラムネ瓶のなか                       | 裕夢                                    | reamz              | 既刊10巻 |
| 鳥葬－まだ人間じゃない－                       | 江波光則                                | くまおり純         | 全1巻    |
| つきたま                                       | 森田季節                                | osa                | 全3巻    |
| 月とライカと吸血姫                             | 牧野圭祐                                | かれい             | 既刊7巻  |
| 九十九の空傘                                   | ツカサ                                  | えいひ             | 全1巻    |
| 出会ってひと突きで絶頂除霊！                   | 赤城大空                                | 魔太郎             | 既刊11巻 |
| デスペラード ブルース                          | 江波光則                                | 霜月えいと         | 既刊4巻  |
| 鉄腕バーディー DECODE                          | 浅川美也 原作：ゆうきまさみ             | りょーちも、うっけ | 全1巻    |
| 天元突破グレンラガン                           | 砂山蔵澄、中島かずき 原作：ガイナックス | 品川宏樹           | 全4巻    |
| 天網炎上カグツチ                               | 砂義出雲                                | Artumph            | 全3巻    |
| とある飛空士への恋歌                           | 犬村小六                                | 森沢晴行           | 全5巻    |
| とある飛空士への誓約                           | 犬村小六                                | 森沢晴行           | 全9巻    |
| とある飛空士への追憶                           | 犬村小六                                | 森沢晴行           | 全1巻    |
| とある飛空士への夜想曲                         | 犬村小六                                | 森沢晴行           | 全2巻    |
| どうでもいい 世界なんて -クオリディア・コード- | 渡航                                    | saitom             | 全2巻    |
| 董白伝〜魔王令嬢から始める三国志〜             | 伊崎喬助                                | カンザリン         | 全5巻    |
| 突撃彗少女マリア                               | 吉田親司                                | 連                 | 全1巻    |
| 飛べない蝶と空の鯱 〜蒼の彼方より、最果てへ〜  | 手島史詞                                | 鵜飼沙樹           | 全3巻    |
| 飛べない蝶と空の鯱 〜たゆたう島の郵便箱〜      | 手島史詞                                | 鵜飼沙樹           | 全3巻    |
| ドラゴンライズ                                 | 水市恵                                  | 029                | 全4巻    |
| どろぼうの名人                                 | 中里十                                  | しめ子             | 全1巻    |

### な行
| タイトル                       | 著者                                        | イラスト     | 巻数  |
| ------------------------------ | ------------------------------------------- | ------------ | ----- |
| 夏の終わりとリセット彼女       | 境田吉孝                                    | 植田亮       | 全1巻 |
| 夏へのトンネル、さよならの出口 | 八目迷                                      | くっか       | 全1巻 |
| ななかさんは現実               | 鮫島くらげ                                  | 双龍         | 全1巻 |
| 七歳美郁と虚構の王             | 陸凡鳥                                      | 甘塩コメコ   | 全4巻 |
| 七日の喰い神                   | カミツキレイニー                            | nauribon     | 全4巻 |
| にこは神様に○○される?          | 荒川工                                      | ことみようじ | 全2巻 |
| 二度めの夏、二度と会えない君   | 赤城大空                                    | ぶーた       | 全1巻 |
| 人形遣い                       | 賽目和七                                    | マニャ子     | 全1巻 |
| 猫にはなれないご職業           | 竹林七草                                    | 藤ちょこ     | 全2巻 |
| 脳Rギュル                      | 構成：佐藤大 原作：夢野久作「人間レコード」 | わんぱく     | 全3巻 |
| ノノメメ、ハートブレイク       | 近村英一                                    | 竜徹         | 全3巻 |

### は行
| タイトル                                                               | 著者                                                                                              | イラスト                                                                                           | 巻数    |
| ---------------------------------------------------------------------- | ------------------------------------------------------------------------------------------------- | -------------------------------------------------------------------------------------------------- | ------- |
| 筺底のエルピス                                                         | オキシタケヒコ                                                                                    | toi8                                                                                               | 既刊8巻 |
| 羽月莉音の帝国                                                         | 至道流星                                                                                          | 二ノ膳                                                                                             | 全10巻  |
| 初恋芸人 （初出：風塵社）                                              | 中沢健                                                                                            | 上条衿                                                                                             | 全1巻   |
| 初恋コンテニュー                                                       | なかひろ                                                                                          | wingheart                                                                                          | 全2巻   |
| 花咲けるエリアルフォース                                               | 杉井光                                                                                            | るろお                                                                                             | 全1巻   |
| ハナシマさん                                                           | 天宮伊佐                                                                                          | ヤマウチシズ                                                                                       | 全2巻   |
| パニッシュメント                                                       | 江波光則                                                                                          | 海童博行                                                                                           | 全1巻   |
| ハムレット・シンドローム                                               | 樺山三英 原作：久生十蘭                                                                           | 竹岡美穂                                                                                           | 全1巻   |
| ハヤテのごとく!                                                        | 築地俊彦 原作：畑健二郎                                                                           | 1：畑健二郎 2：畑健二郎、兎塚エイジ、白身魚、むらたたいち 3：畑健二郎、兎塚エイジ、狗神煌、博      | 全3巻   |
| ハヤテのごとく!SS                                                      | 築地俊彦、水城正太郎、新井輝、七月隆文、長野聖樹 原作：畑健二郎 構成：水城正太郎&枯野瑛（A-Team） | 畑健二郎、美水かがみ、氷川へきる、あぼしまこ、YUG、あらきかなお、きぃら〜☆、とりしも、むらたたいち | 全1巻   |
| Bullet Butlers                                                         | 東出祐一郎 原作：propeller                                                                        | 中央東口                                                                                           | 全2巻   |
| ハル遠カラジ                                                           | 遍柳一                                                                                            | 白味噌                                                                                             | 全4巻   |
| ハレの日は学校を休みたい!                                              | 陸凡鳥                                                                                            | 切符                                                                                               | 全1巻   |
| ヒイラギエイク                                                         | 海津ゆたか                                                                                        | やすも                                                                                             | 全1巻   |
| ひきこもり姫を歌わせたいっ!                                            | 水坂不適合                                                                                        | 有坂あこ                                                                                           | 全1巻   |
| ビキニンジャ♥ドキッ                                                    | 1：瑞浪片奈&チームビキニンジャ 原作：わんぱく 2：わんぱく&チームビキニンジャ                      | わんぱく                                                                                           | 全2巻   |
| 漂海のレクキール                                                       | 秋目人                                                                                            | 柴乃櫂人                                                                                           | 全1巻   |
| 平浦ファミリズム                                                       | 遍柳一                                                                                            | さかもと侑                                                                                         | 全1巻   |
| 昼も夜も、両手に悪女                                                   | 鳥村居子                                                                                          | Tiv                                                                                                | 全3巻   |
| ふあゆ                                                                 | 今慈ムジナ                                                                                        | しづ                                                                                               | 全1巻   |
| ふぉーくーるあふたー                                                   | 水沢夢                                                                                            | bun150                                                                                             | 既刊4巻 |
| 藤井寺さんと平野くん 熱海のこと                                        | 樺薫 原作：坂口安吾「投手殺人事件」                                                               | あめいすめる                                                                                       | 全1巻   |
| 不戦無敵の影殺師                                                       | 森田季節                                                                                          | にぃと                                                                                             | 全7巻   |
| 武装神姫                                                               | 陸凡鳥 原作：コナミデジタルエンタテインメント                                                     | 1：秋谷有紀恵、亀谷響子 2,3：新井テル子                                                            | 全3巻   |
| ブック×マーク!                                                         | 檜山直樹                                                                                          | さくや朔日                                                                                         | 全1巻   |
| 物理的に孤立している俺の高校生活                                       | 森田季節                                                                                          | Mika Pikazo                                                                                        | 全9巻   |
| Black&Blue                                                             | 中岡潤一郎                                                                                        | 藤城陽                                                                                             | 全1巻   |
| ブラック・ラグーン                                                     | 虚淵玄 原作：広江礼威                                                                             | 広江礼威                                                                                           | 既刊2巻 |
| FREEDOM フットマークデイズ                                             | 古川耕 原案：高松聡 監修：佐藤大                                                                  | 佐敷大祐、曽野由大                                                                                 | 全3巻   |
| フリック&ブレイク                                                      | 牧野圭祐                                                                                          | PANDA                                                                                              | 全3巻   |
| 武林クロスロード                                                       | 深見真                                                                                            | Rebis                                                                                              | 全4巻   |
| プロペラオペラ                                                         | 犬村小六                                                                                          | 雫綺一生                                                                                           | 全5巻   |
| ペイルライダー                                                         | 江波光則                                                                                          | しばの番茶                                                                                         | 全1巻   |
| ベクシル 〜my winding road〜                                           | 谷崎央佳 原案・監修：曽利文彦                                                                     | 緒方剛志                                                                                           | 全1巻   |
| 編集長殺し                                                             | 川岸殴魚                                                                                          | クロ                                                                                               | 既刊5巻 |
| 変人のサラダボウル                                                     | 平坂読                                                                                            | カントク                                                                                           | 既刊7巻 |
| 放課後あいどる 僕と生徒会長の××                                        | 鴨志田一 監修：秋葉原ディアステージ                                                               | TNSK                                                                                               | 全1巻   |
| ほうかごのロケッティア                                                 | 大樹連司                                                                                          | しずまよしのり                                                                                     | 全1巻   |
| 忘却のアイズオルガン                                                   | 宮野美嘉                                                                                          | 薫る石                                                                                             | 既刊3巻 |
| ボーパルバニー                                                         | 江波光則                                                                                          | 中原                                                                                               | 全2巻   |
| 僕がなめたいのは、君っ!                                                | 桜こう                                                                                            | 西邑                                                                                               | 全5巻   |
| ぼくたちが本当にシタかったこと                                         | 白都くろの                                                                                        | 珈琲猫                                                                                             | 全1巻   |
| 僕の地味な人生がクズ兄貴のせいでエロコメディになっている。             | 赤月カケヤ                                                                                        | 成沢空                                                                                             | 全2巻   |
| 僕は君たちほどうまく時刻表をめくれない                                 | 豊田巧                                                                                            | 松山せいじ                                                                                         | 全2巻   |
| ぼくらの 〜alternative〜                                               | 大樹連司 原作：鬼頭莫宏                                                                           | 鬼頭莫宏                                                                                           | 全5巻   |
| 僕を成り上がらせようとする最強女師匠たちが育成方針を巡って修羅場       | 赤城大空                                                                                          | タジマ粒子                                                                                         | 既刊6巻 |
| 補習クラスのデバッガーズ                                               | 夏緑                                                                                              | いわさきたかし                                                                                     | 全2巻   |
| ほま高登山部ダイアリー                                                 | 細音啓                                                                                            | 東西                                                                                               | 全1巻   |
| ホラー女優が天才子役に転生しました 〜今度こそハリウッドを目指します!〜 | 鉄箱                                                                                              | きのこ姫                                                                                           | 既刊3巻 |
| ボンクラーズ、ドントクライ                                             | 大樹連司                                                                                          | 白味噌                                                                                             | 全1巻   |

### ま行
| タイトル                                    | 著者             | イラスト   | 巻数    |
| ------------------------------------------- | ---------------- | ---------- | ------- |
| マージナル                                  | 神崎紫電         | kyo        | 全6巻   |
| マイダスタッチ 〜内閣府超常経済犯罪対策課〜 | ますもとたくや   | 人米       | 全2巻   |
| 魔王が家賃を払ってくれない                  | 伊藤ヒロ         | 魚         | 全7巻   |
| 魔王っぽいの!                               | 原田源五郎       | nyanya     | 全4巻   |
| 魔王都市                                    | ロケット商会     | Ryota-H    | 既刊3巻 |
| 曲矢さんのエア彼氏                          | 中村九郎         | うき       | 全3巻   |
| 負けヒロインが多すぎる!                     | 雨森たきび       | いみぎむる | 既刊9巻 |
| 魔女と猟犬                                  | カミツキレイニー | LAM        | 既刊6巻 |
| 魔女は世界に嫌われる                        | 小木君人         | そと       | 全3巻   |
| 魔法使いの召使い                            | 陸凡鳥           | 魚         | 全1巻   |
| 未確認未来少女                              | サイトウケンジ   | しゅがすく | 全1巻   |
| みすてぃっく・あい                          | 一柳凪           | 狐印       | 全1巻   |
| ミモザの告白                                | 八目迷           | くっか     | 全5巻   |
| 密葬－わたしを離さないで－                  | 江波光則         | くまおり純 | 全1巻   |
| 無作為抽出恋愛遊戯                          | 水市恵           | 九條宝珠   | 全1巻   |
| むしめづる姫宮さん                          | 手代木正太郎     | Nagu       | 全3巻   |
| めいたん 〜メイドVS名探偵〜                 | 樺薫             | 赤賀博隆   | 全1巻   |
| 魔法医師の診療記録                          | 手代木正太郎     | ニリツ     | 既刊7巻 |
| 森の魔獣に花束を                            | 小木君人         | そと       | 全1巻   |

### や行
| タイトル                                                                                       | 著者             | イラスト       | 巻数    |
| ---------------------------------------------------------------------------------------------- | ---------------- | -------------- | ------- |
| やがて恋するヴィヴィ・レイン                                                                   | 犬村小六         | 岩崎美奈子     | 全7巻   |
| やはり俺の青春ラブコメはまちがっている。                                                       | 渡航             | ぽんかん⑧      | 全18巻  |
| やはり俺の青春ラブコメはまちがっている。結                                                     | 渡航             | ぽんかん⑧      | 既刊2巻 |
| やましいゲームの作り方                                                                         | 荒川工           | nauribon       | 全2巻   |
| 闇堕ち勇者の背信配信〜追放され、隠しボス部屋に放り込まれた結果、ボスと探索者狩り配信を始める〜 | 広路なゆる       | 白狼           | 既刊2巻 |
| 憂鬱なヴィランズ                                                                               | カミツキレイニー | キムラダイスケ | 全5巻   |
| 幽式                                                                                           | 一肇             | わかば         | 全1巻   |
| 勇者と勇者と勇者と勇者                                                                         | 川岸殴魚         | すまき俊悟     | 既刊5巻 |
| 勇者に期待した僕がバカでした                                                                   | ハマカズシ       | Ixy            | 全3巻   |
| 友人キャラは大変ですか?                                                                        | 伊達康           | 紅緒           | 全10巻  |
| 友人キャラは大変ですか? オフコース                                                             | 伊達康           | 紅緒           | 既刊1巻 |
| ユメオチル、アリス                                                                             | 鮎川歩           | 立花オコジョ   | 全1巻   |
| 妖姫のおとむらい                                                                               | 希               | こずみっく     | 全1巻   |
| 夜が来るまで待って                                                                             | 小木君人         | 梅原えみか     | 全3巻   |

### ら行
| タイトル                                                                   | 著者                                                 | イラスト                     | 巻数   |
| -------------------------------------------------------------------------- | ---------------------------------------------------- | ---------------------------- | ------ |
| RIDEBACK－キャノンボール・ラン－                                           | 陸凡鳥                                               | カサハラテツロー             | 全1巻  |
| RIGHT×LIGHT                                                                | ツカサ                                               | 近衛乙嗣                     | 全12巻 |
| RIGHT∞LIGHT                                                                | ツカサ                                               | 近衛乙嗣                     | 全4巻  |
| 楽園追放 mission.0                                                         | 手代木正太郎 原作：ニトロプラス・東映アニメーション  | 齋藤将嗣                     | 全1巻  |
| ラ・のべつまくなし                                                         | 壱月龍一                                             | 裕龍ながれ                   | 全3巻  |
| ラブコメ禁止ですの!                                                        | 一柳凪                                               | シロガネヒナ                 | 全2巻  |
| Re:ALIVE                                                                   | 壱月龍一                                             | スドウヒロシ                 | 全2巻  |
| リバース・ブラッド                                                         | 一柳凪                                               | ヤス                         | 全6巻  |
| リビングデッド・ファスナー・ロック                                         | 瑞智士記                                             | 安倍吉俊                     | 全2巻  |
| 隣人は真夜中にピアノを弾く                                                 | 陸凡鳥                                               | 巖本英利                     | 全2巻  |
| RWBY the Session                                                           | 伊崎喬助 原作：Monty Oum & Rooster Teeth Productions | ヤスダスズヒト               | 全1巻  |
| レイトン教授とさまよえる城 レイトン教授と怪人ゴッド レイトン教授と幻影の森 | 柳原慧                                               | 長野拓造、高村律欧、丸屋教子 | 全3巻  |
| レヴィアタンの恋人                                                         | 犬村小六                                             | 赤星健次                     | 全4巻  |
| ロマンス、バイオレンス&ストロベリー・リパブリック                          | 深見真                                               | 織田non                      | 全2巻  |

### わ行
| タイトル                       | 著者   | イラスト     | 巻数  |
| ------------------------------ | ------ | ------------ | ----- |
| ワールズエンド・ガールフレンド | 荒川工 | くまおり純   | 全1巻 |
| 我がヒーローのための絶対悪     | 大泉貴 | おぐち       | 全3巻 |
| Wandervogel                    | 相磯巴 | ハラカズヒロ | 全2巻 |

## 映像化作品

### アニメ化
| 作品                                               | 放送年          | アニメーション制作             | 備考 |
| -------------------------------------------------- | --------------- | ------------------------------ | ---- |
| 人類は衰退しました                                 | 2012年          | AIC ASTA                       |      |
| ささみさん@がんばらない                            | 2013年          | シャフト                       |      |
| GJ部                                               | 2013年          | 動画工房                       |      |
| やはり俺の青春ラブコメはまちがっている。（アニメ） | 2013年（第1期） | ブレインズ・ベース             |      |
| やはり俺の青春ラブコメはまちがっている。（アニメ） | 2015年（第2期） | feel.                          |      |
| やはり俺の青春ラブコメはまちがっている。（アニメ） | 2020年（第3期） | feel.                          |      |
| 俺、ツインテールになります。                       | 2014年          | プロダクションアイムズ         |      |
| 人生                                               | 2014年          | feel.                          |      |
| とある飛空士への恋歌                               | 2014年          | TMS/3xCube                     |      |
| 下ネタという概念が存在しない退屈な世界             | 2015年          | J.C.STAFF                      |      |
| 妹さえいればいい。（アニメ）                       | 2017年          | SILVER LINK.                   |      |
| されど罪人は竜と踊る Dances with the Dragons       | 2018年          | セブン・アークス・ピクチャーズ |      |
| 七星のスバル                                       | 2018年          | Lerche                         |      |
| コップクラフト DRAGNET MIRAGE RELOADED             | 2019年          | ミルパンセ                     |      |
| 弱キャラ友崎くん                                   | 2021年（第1期） | project No.9                   |      |
| 弱キャラ友崎くん                                   | 2024年（第2期） | project No.9                   |      |
| 月とライカと吸血姫                                 | 2021年          | アルボアニメーション           |      |
| 変人のサラダボウル                                 | 2024年          | SynergySP スタジオコメット     |      |
| 負けヒロインが多すぎる!                            | 2024年（第1期） | A-1 Pictures                   |      |
| 負けヒロインが多すぎる!                            | 未公表（第2期） | A-1 Pictures                   |      |
| 千歳くんはラムネ瓶のなか                           | 2025年          | feel.                          |      |

| 作品                           | 公開年 | アニメーション制作 | 備考 |
| ------------------------------ | ------ | ------------------ | ---- |
| とある飛空士への追憶           | 2011年 | マッドハウス       |      |
| AURA 〜魔竜院光牙最後の闘い〜  | 2013年 | AIC ASTA           |      |
| 夏へのトンネル、さよならの出口 | 2022年 | CLAP               |      |
| アイゼンフリューゲル           | 未公表 | A-1 Pictures       |      |

### 実写映画化
| 作品                         | 公開年 | 監督     | 配給                          | 備考 |
| ---------------------------- | ------ | -------- | ----------------------------- | ---- |
| 二度めの夏、二度と会えない君 | 2017年 | 中西健二 | キノフィルムズ / 木下グループ |      |

## インターネットテレビ
「月刊ガガガチャンネル」は、2011年7月20日からニコニコ生放送にて、毎月1回、ガガガ文庫の発売日に配信している生放送番組。youtubeのガガガ文庫公式チャンネルにもアーカイブがある。毎月新刊情報を告知するほか、ゲストを呼んだり、朗読などのコーナーを展開。
メインパーソナリティ
- 赤﨑千夏（2011年7月20日 - 2013年12月18日、vol.1 - 30）
- 田中あいみ（2014年1月17日 - 2017年12月19日、vol.31 - 78）
- 天海由梨奈（2018年1月18日 - 2019年12月19日、vol.79 - 102）
- 南早紀 (声優)｜福緒唯（各回交代制　2020年1月17日 - 2024年3月18日、vol.103 - 151）
- 三波春香｜厚木那奈美（各回交代制　2024年4月17日 -、Vol.152 -)

## 関連書籍
- ガガガ文庫編集部編『ライトノベルを書く！クリエイターが語る創作術』小学館、2006年8月初版 ISBN 978-4-09-106314-4